# Simon Singh
Simon Lehna Singh MBE (Wellington, 1964. szeptember 19. –) brit tudományos szerző, elméleti és részecskefizikus. 2012-ben Singh megalapította a Good Thinking Societyt, melynek keretében létrehozta a "Parallel" weboldalt, hogy segítse a diákokat a matematika tanulásában.
Dokumentumfilmeket és televíziós munkákat is készített könyveihez, a Nemzeti Tudományos és Ipari Múzeum megbízottja, a Humanists UK pártfogója, a Good Thinking Society alapítója, valamint az egyetemi nagykövetek rendszerének társalapítója.

## Fiatalkora és tanulmányai
Singh szikh családban született. Szülei 1950-ben az indiai Pandzsábból emigráltak Nagy-Britanniába. Ő a legfiatalabb a három testvér közül, legidősebb testvére Tom Singh, az Egyesült Királyság New Look üzletláncának alapítója. Singh Wellingtonban, Somersetben nőtt fel, a Wellington Schoolba járt, majd az Imperial College Londonba ment, ahol fizikát tanult. Aktív volt a diákszövetségben, a Royal College of Science Union elnöke lett. Később PhD fokozatot szerzett részecskefizikából a Cambridge-i Egyetemen a cambridge-i Emmanuel College posztgraduális hallgatójaként, miközben a genfi CERN-ben dolgozott.

## Karrier
1983-ban részt vett az UA2 kísérletben a CERN-ben. 1987-ben Singh természettudományokat tanított a The Doon Schoolban, egy független, bentlakásos fiúiskolában Indiában. 1990-ben visszatért Angliába, és csatlakozott a BBC Science and Features részlegéhez, ahol producerként és rendezőként dolgozott olyan programokon, mint a Tomorrow's World és a Horizon. Singh-t Richard Wisemannek a Tomorrow's World című közös munkájuk révén mutatták be. Wiseman javaslatára Singh rendezett egy részt a különböző médiumokban hazudozó politikusokról, hogy ismertesse a közvéleményt arról, hogy az illető hazudik-e vagy sem.

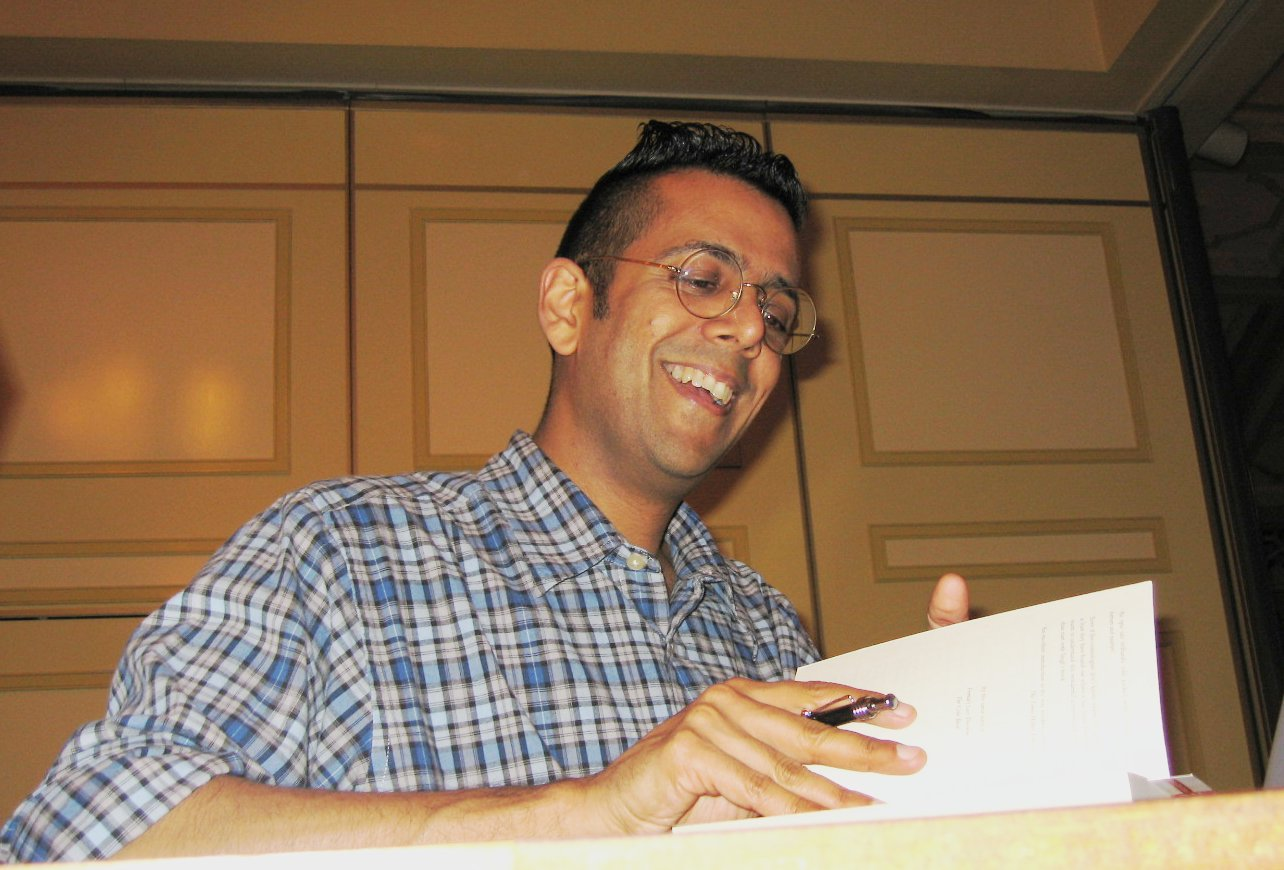
Simon Singh könyvet ír alá egy rajongónak, Brisbane, 2005. május 23.

Miután részt vett Wiseman néhány előadásán, Singhnek az az ötlete támadt, hogy készítsenek közös előadást, és megszületett a Theatre of Science. Ez egy módja annak, hogy szórakoztató módon mutassák meg a tudományt az átlagembereknek. Richard Wiseman hatásáról Singh kijelenti:
Az írásom eredetileg a tiszta tudományról szólt, de mostanában sok kutatásomat inspirálta [Wisemannak] az a vágya, hogy leleplezzen olyan dolgokat, mint a paranormális jelenségek – mindketten utáljuk a Parafenoméneket, a médiumokat és általában az áltudományt.
Singh 1996-ban rendezte BAFTA-díjas dokumentumfilmjét a világ leghírhedtebb matematikai problémájáról Fermat's Last Theorem (Fermat utolsó tétele) címmel. A film emlékezetes nyitófelvétele volt egy középkorú matematikus, Andrew Wiles, aki visszatartotta a könnyeit, amikor felidézte azt a pillanatot, amikor végre rájött, hogyan oldja meg Fermat utolsó tétele bizonyításának alapvető hibáját. A dokumentumfilmet eredetileg 1996 januárjában adták le a BBC Horizon sorozatának kiadásaként. Amerikában is adták a NOVA sorozat részeként. A The Proof-ot, ahogyan át is nevezték, Emmy-díjra jelölték.
Ennek az ünnepelt matematikai problémának a története volt Singh első könyvének, a Fermat's Last Theorem-nek a témája is. 1997-ben kezdett dolgozni második könyvén, The Code Book, amely a kódok és a kódtörés története. A kódok tudományának magyarázata és a kriptográfia történelemre gyakorolt hatásának leírása mellett a könyv azt is állítja, hogy a kriptográfia ma fontosabb, mint valaha. A kódkönyv azt eredményezte, hogy visszatért a televízióhoz. Bemutatta a The Science of Secrecy című ötrészes sorozatot a Channel 4 számára. A sorozat történetei I. Mária skót királynő sorsát megpecsételő rejtjeltől a kódolt Zimmermann-táviratig terjednek, amely megváltoztatta az első világháború menetét. Más műsorok arról szólnak, hogyan versenyzett két nagy 19. századi zseni az egyiptomi hieroglifák megfejtéséért, és hogyan tudja a modern titkosítás garantálni a magánélet védelmét az interneten.

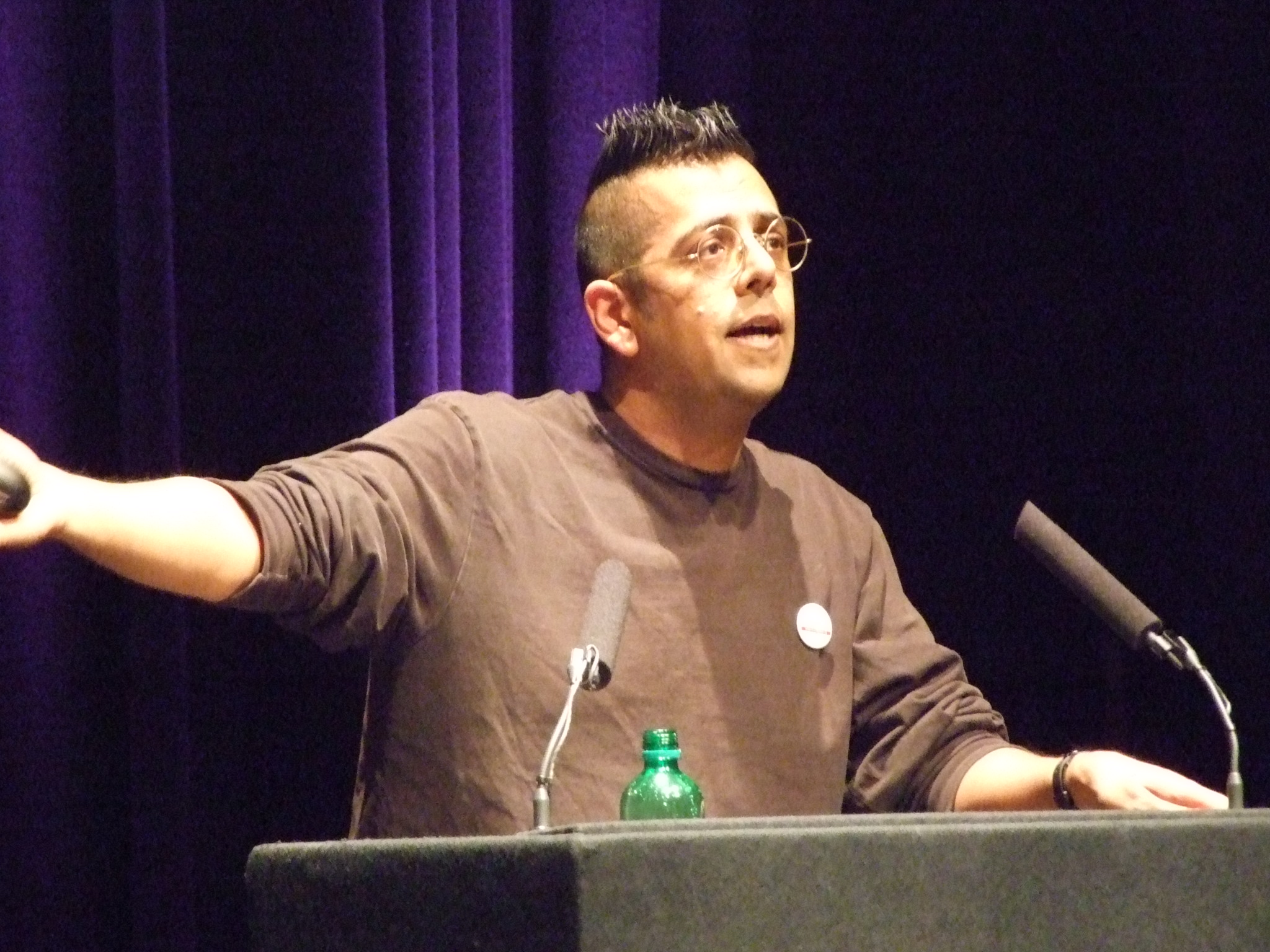
Singh felszólalt a TAM London rendezvényen 2009 októberében

Szerzői tevékenységéről az Imperial College Londonnak adott interjújában a következőket mondta:
Amikor befejeztem a doktori fokozatot, tudtam, hogy nem vagyok kiemelkedően jó, és soha nem fogok Nobel-díjat kapni. Gyerekként labdarúgó szerettem volna lenni, majd kommentátor. Ha nem lehetnék fizikus, írnék róla.
A 2004 októberében megjelent Big Bang az univerzum történetét meséli el. Az ő védjegyes stílusában meséli el, követve a darabokat összeállító emberek figyelemre méltó történeteit.

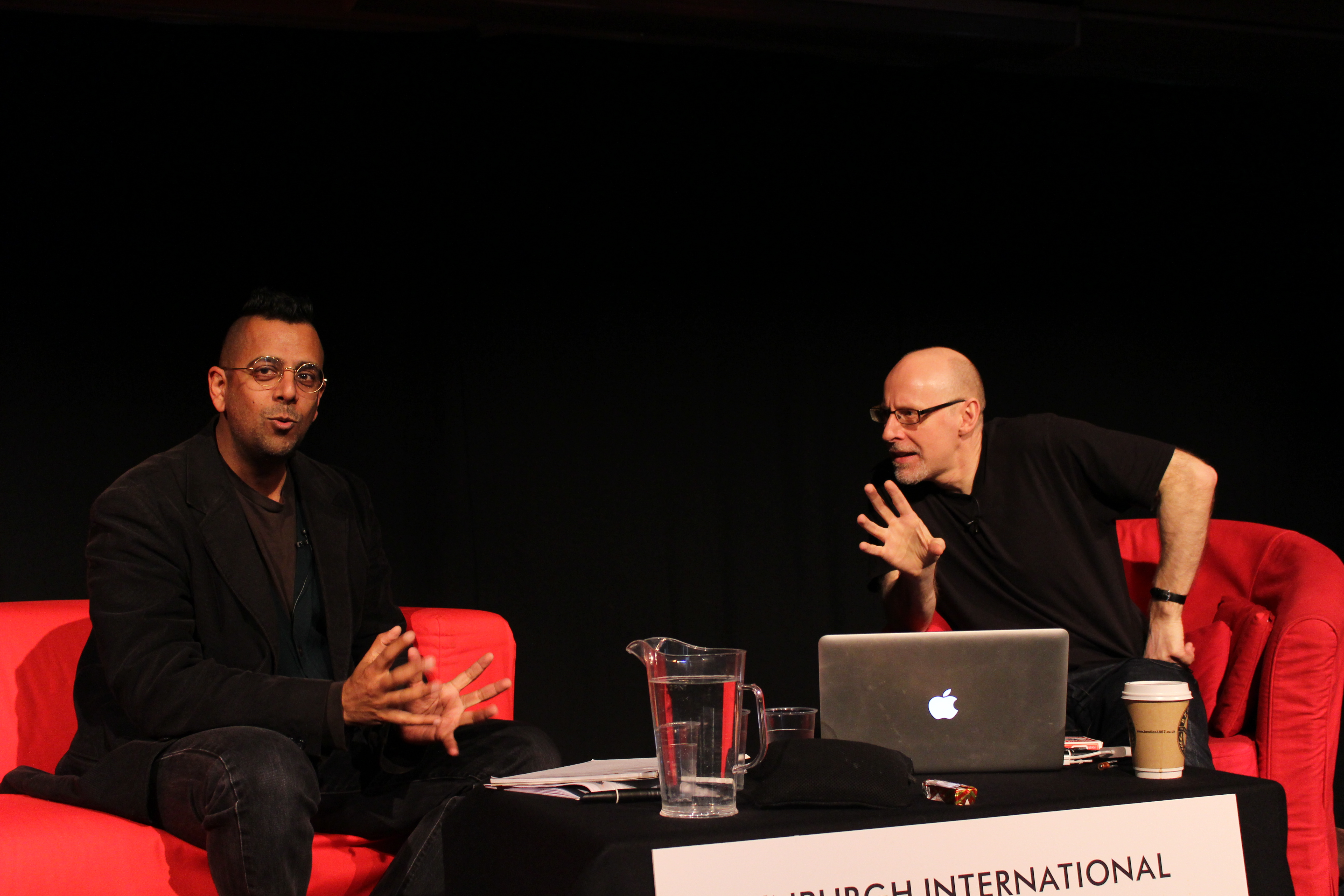
Simon Singh Richard Wiseman-nel beszél az Edinburgh-i Nemzetközi Tudományos Fesztiválon (2014)

2005-ben került a címlapokra, amikor bírálta Katie Melua "Nine Million Bicycles" című dalát a megfigyelhető univerzum méretére utaló pontatlan szövegek miatt. Singh javított dalszövegeket javasolt, bár ő 13,7 milliárd fényév értéket használt; a világegyetem tágulását figyelembe véve a megfigyelhető univerzum peremének mozgási távolsága 46,5 milliárd fényév. A BBC Radio 4 Today programja összehozta Meluát és Singh-t egy rádióstúdióban, ahol Melua felvette a Singh által írt dal "tongue-in-cheek" változatát.
Singh 2006-ban részt vett egy homeopátiával kapcsolatos vizsgálatban. Ezt a vizsgálatot a Sense about Science szervezet végezte. A vizsgálat során egy diák tíz homeopatától kért alternatívát a malária megelőző gyógyszereihez. Mind a tíz homeopata a homeopátiát javasolta helyettesítőként. Erről a vizsgálatról a BBC számolt be.
Singh a Campaign for Science and Engineering Tanácsadó Testületének tagja.
Részt vett televíziós és rádiós műsorokban, köztük a Five Numbersben (BBC Radio 4, 2002. március 11. és 2005. szeptember 20. között).

## Tiszteletbeli oklevelek
2003-ban Singh tiszteletbeli Doctor of Letters (honoris causa) fokozatot kapott a Loughborough Egyetemtől, 2005-ben pedig a Southamptoni Egyetem tiszteletbeli matematikai diplomáját kapta.
2006-ban a Nyugat-Angliai Egyetem tiszteletbeli formatervezési doktora címet adományozta Simon Singhnek "kiemelkedő hozzájárulásáért a tudomány megismeréséhez, különösen a természettudományok, a mérnöki tudományok és a matematika iskolai népszerűsítéséhez, valamint az egyetemek és iskolák közötti kapcsolatok kiépítéséhez". Ezt követte, hogy 2008-ban megkapta a Kelvin-érmet a Fizikai Intézettől a fizika nagyközönség előtti népszerűsítésében elért eredményeiért. 2008 júliusában a Royal Holloway, Londoni Egyetem doktora címet (Honoris Causa) is elnyerte.
2011 júliusában a Canterbury-i Kenti Egyetem újabb doktori fokozatát (Honoris Causa) kapta a tudományért végzett szolgálataiért. 2012 júniusában a St. Andrews-i Egyetem a tudományos kommunikációhoz, az oktatáshoz és az akadémiai szabadsághoz való hozzájárulásáért Singh tiszteletbeli doktori fokozatot (honoris causa) kapott.

## Egyéb díjak és kitüntetések
2003-ban Singh-t a Brit Birodalom Rendjének (MBE) tagjává választották a tudománynak, a technológiának és a műszaki oktatásnak és a tudományos kommunikációnak nyújtott szolgáltatásokért.
2010-ben a Leelavati Award első helyezettje lett.
2011 februárjában a Szkeptikus Vizsgáló Bizottság tagjává választották.

## Kiropraktika per

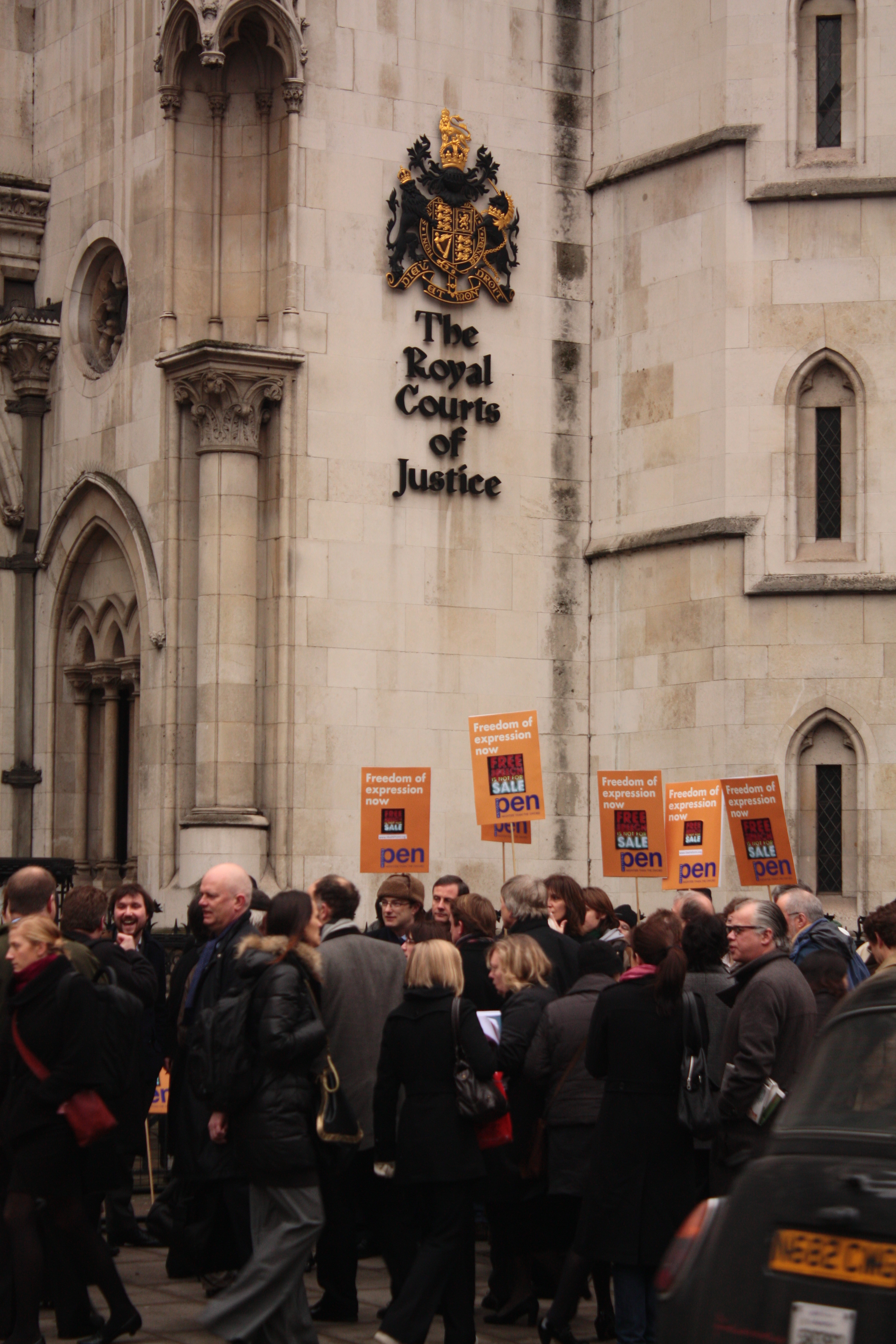
Tiltakozás a Királyi Bíróság előtt a Strand-on, London központjában

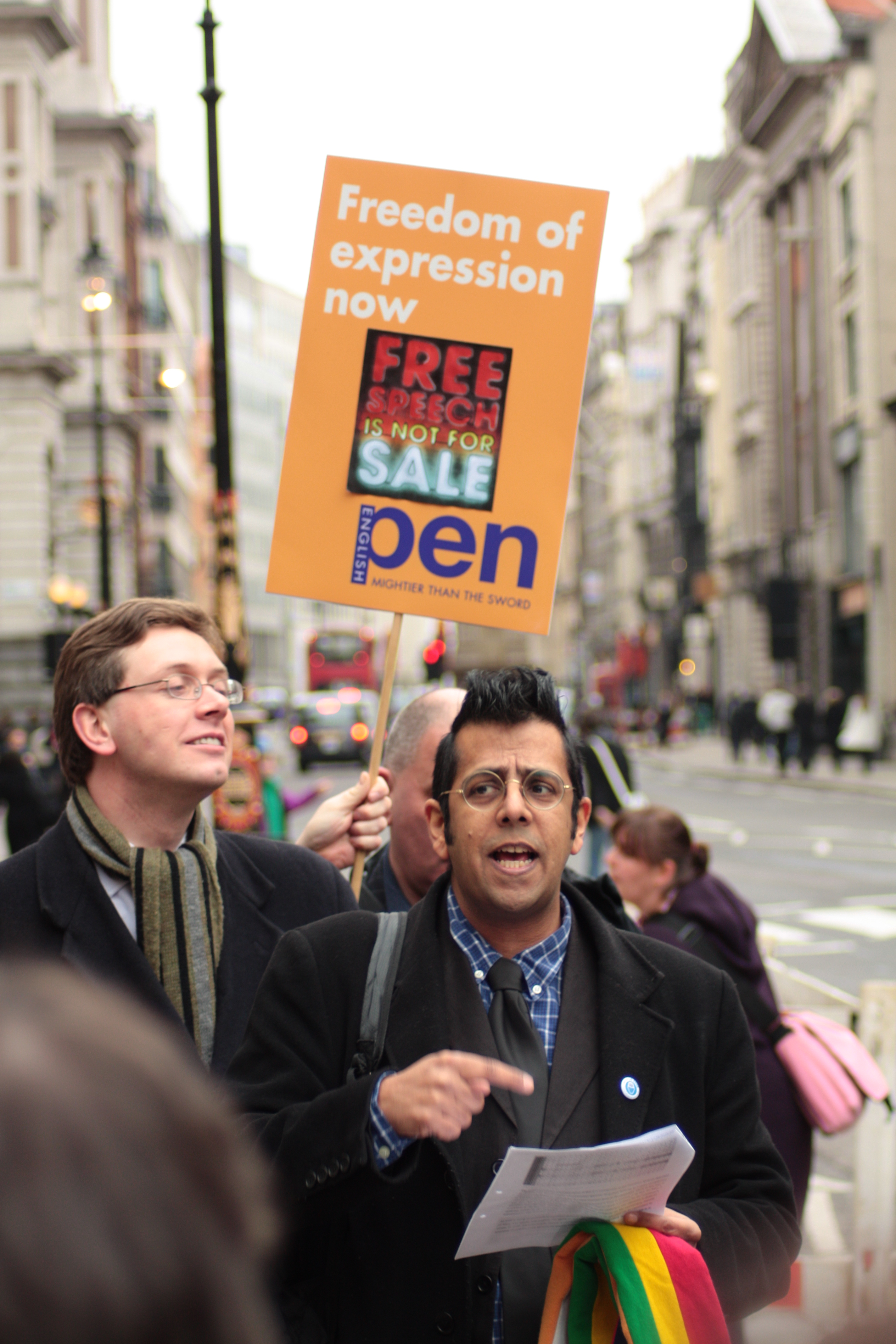
Simon Singh a Királyi Bírósághoz fordul

2008. április 19-én a The Guardian közzétette Singh „Beware the Spinal Trap” (Vigyázz a gerinccsapdára) című rovatát, egy cikket, amely kritikus volt a kiropraktika gyakorlatával szemben, és amelynek eredményeként Singh-t rágalmazásért beperelte a Brit Kiropraktikus Szövetség (BCA). A cikk kidolgozta a Singh és Edzard Ernst által kiadott könyv, a Trick or Treatment? Alternative Medicine on Trial témáját, és különféle kijelentéseket tett a kiropraktika hasznosságának hiányáról „olyan problémák esetén, mint a fülfertőzések és a csecsemőkori kólika”:
Azt gondolhatnánk, hogy a modern csontkovácsok a hátproblémák kezelésére szorítkoznak, de valójában még mindig vannak elég fura ötleteik. A fundamentalisták azzal érvelnek, hogy bármit meg tudnak gyógyítani. És még a mérsékeltebb csontkovácsoknak is vannak ötleteik azon túl. A Brit Kiropraktikus Szövetség azt állítja, hogy tagjaik segíthetnek a kólikás, alvási és étkezési problémákkal, gyakori fülgyulladással, asztmával és hosszan tartó sírással küzdő gyermekek kezelésében, annak ellenére, hogy erre egy csepp bizonyíték sincs. Ez a szervezet a kiropraktikus szakma tiszteletreméltó arca, mégis boldogan hirdeti a hamis kezeléseket.
Amikor a pert megindították ellene, a The Guardian támogatta és finanszírozta jogi tanácsait, valamint felajánlotta, hogy peren kívüli egyezség keretében kifizeti a BCA jogi költségeit, ha Singh az egyezség mellett dönt.
A perre adott "dühödt visszahatás" (negatív reakció) több mint 500 egyéni csontkovács ellen 24 órán belül hivatalos panaszt nyújtott be hamis reklámozás miatt, és az egyik országos kiropraktikus szervezet arra utasította tagjait, hogy távolítsák el weboldalaikat és a Nature Medicine megjegyezte, hogy az ügy széles körű támogatást kapott Singh számára, valamint az angol rágalmazási törvények reformjára szólítottak fel. 2010. április 1-jén Simon Singh megnyerte a bírósági fellebbezést a tisztességes megjegyzések védelmére való hivatkozás jogáért. 2010. április 15-én a BCA hivatalosan visszavonta keresetét és ezzel véget ért a per.
Hogy megvédje magát a rágalmazási per miatt, Singh saját zsebből származó jogi költségei több tízezer fontot tettek ki. A próba katalizátorként működött. Az eredeti ítélet miatti felháborodás több csoportot is összegyűjtött Singh támogatására, és a rágalmazási reformkampányok középpontjába került, aminek eredményeként a 2010-es általános választások összes jelentősebb pártja kiáltványban elkötelezte magát a rágalmazási reform mellett.
2013. április 25-én a 2013. évi rágalmazási törvény királyi jóváhagyást kapott, és hatályba lépett. A megreformált rágalmazási törvény célja „a véleménynyilvánítás szabadságához való jog és a jó hírnév védelme közötti méltányos egyensúly megteremtésének biztosítása”. Az új törvény értelmében a felpereseknek bizonyítaniuk kell, hogy súlyos kárt szenvedtek, mielőtt a bíróság elfogadná az ügyet. A weboldal-üzemeltetők további védelme, a „közérdekű ügyekben való felelősségteljes közzététel” védelme, valamint az igazság és az őszinte vélemény új törvényi védelme szintén az új törvény kulcsterületei közé tartozik.

## Könyvei
- Fermat's Last Theorem(wd) (1997) – A nagy Fermat-sejtésről és a bizonyításáról[46]
- The Code Book(wd) (1999) – ISBN 978-1857028799 – a kriptográfiáról és annak történetéről
- Big Bang(wd) (2004) – ISBN 0007193823  – az ősrobbanás elméletéről és az univerzum eredetéről
- Trick or Treatment?: Alternative Medicine on Trial(wd) (2008) (with Edzard Ernst(wd)) – ISBN 0593061292 – a kiegészítő és alternatív gyógyászatról
- The Simpsons and Their Mathematical Secrets(wd) (2013) – ISBN 1620402777 – A Simpson család és a Futurama epizódjaiban megbúvó matematikai gondolatokról és tételekről

### Magyarul megjelent
- Kódkönyv, A rejtjelezés és rejtjelfejtés története (The Code Book) – Park, 2001 · ISBN 9635305257 · Fordította: Szentgyörgyi József
- A Nagy Bumm (Big Bang: The Origin of Universe) – Park, 2007 · ISBN 9789635307807 · Fordította: Szécsényi-Nagy Gábor
- Trükk vagy terápia? Kereszttűzben az alternatív gyógyászat (Trick or Treatment? Alternative Medicine on Trial) – Park, 2010 · ISBN 9789635308569 · Fordította: Gyárfás Vera
- A nagy Fermat-sejtés (Fermat's Enigma) – Park, 2015 · ISBN 9789633550830 · Fordította: Pappné Kovács Katalin

## Magánélete
Singh 2007-ben feleségül vette Anita Anand újságírót és riportert. A párnak két fia van, és a londoni Richmondban élnek.

## Fordítás
- Ez a szócikk részben vagy egészben  a   Simon Singh című angol Wikipédia-szócikk fordításán alapul.  Az eredeti cikk szerkesztőit annak laptörténete sorolja fel. Ez a jelzés csupán a megfogalmazás eredetét és a szerzői jogokat jelzi, nem szolgál a cikkben szereplő információk forrásmegjelöléseként.